# رولف يوهانسون
رولف يوهانسون (بالسويدية: Rolf Johansson)‏ (21 يوليو 1944 في السويد - ) هو منافس ألعاب قوى ولاعب هوكي الجليد ولاعب كرة سلة ولاعب كرة طائرة السويد.

## وصلات خارجية
- رولف يوهانسون على موقع الاتحاد الدولي للكرلنغ (الإنجليزية)
- رولف يوهانسون على موقع Paralympic.org (الإنجليزية)